# Palermo Football Club 1934-1935
Questa voce raccoglie le informazioni riguardanti il Palermo Football Club nelle competizioni ufficiali della stagione 1934-1935.

## Stagione
In questa stagione in Serie A il Palermo arriva al 7º posto.
L'unica sconfitta casalinga è ad opera del Bologna, mantenendo questo record, eguagliato nella stagione 1959-1960, fino alla stagione 2009-2010, quando la squadra chiude il campionato senza sconfitte interne; i rosanero vincono una sola gara in trasferta, contro il Livorno per 0-3. In casa il club conquista 22 punti su 30.

## Rosa
| N. |                       | Ruolo | Calciatore         |
| -- | --------------------- | ----- | ------------------ |
|    | Italia (bandiera)     | P     | Vincenzo Provera   |
|    | Italia (bandiera)     | P     | Gino Archesso      |
|    | Italia (bandiera)     | P     | Giuseppe Raimondi  |
|    | Uruguay (bandiera)    | D     | Maximiliano Faotto |
|    | Italia (bandiera)     | D     | Luigi Ziroli       |
|    | Italia (bandiera)     | D     | Mirko Gruden       |
|    | Italia (bandiera)     | D     | Gennaro Santillo   |
|    | Italia (bandiera)     | D     | Aimone Lo Prete    |
|    | Italia (bandiera)     | D     | Pietro Bazan       |
|    | Italia (bandiera)     | D     | Angelo Piccaluga   |
|    | Uruguay (bandiera)    | D     | Carlos Riolfo      |
|    | Italia (bandiera)     | C     | Bruno Castellani   |
|    | Italia (bandiera)     | C     | Antonio Bonesini   |
|    | Jugoslavia (bandiera) | C     | Antonio Blasevich  |

| N. |                    | Ruolo | Calciatore                 |
| -- | ------------------ | ----- | -------------------------- |
|    | Italia (bandiera)  | C     | Francesco Paolo De Rosalia |
|    | Italia (bandiera)  | C     | Renato De Manzano          |
|    | Italia (bandiera)  | C     | Andrea Capitanio           |
|    | Italia (bandiera)  | C     | Giuseppe Moncada           |
|    | Italia (bandiera)  | C     | Mario Autelli              |
|    | Italia (bandiera)  | A     | Aldo Giuseppe Borel        |
|    | Italia (bandiera)  | A     | Giuseppe Tinaglia          |
|    | Italia (bandiera)  | A     | Coriolano Palumbo          |
|    | Italia (bandiera)  | A     | Ermenegildo Orzan          |
|    | Romania (bandiera) | A     | Vittorio Pepoli            |
|    | Italia (bandiera)  | A     | Carlo Radice               |
|    | Italia (bandiera)  | A     | Luigi Leone                |
|    | Italia (bandiera)  | A     | Luigi Castelli             |
|    | Italia (bandiera)  | A     | Ferdinando Lopez           |

## Risultati

### Serie A

#### Girone di andata
| Arbitro: | Bertolio (Torino) |

|                                               |           |  |
| Frione 60’ De Vincenzi 78’ Agosteo 85’ (rig.) | Marcatori |  |

| Arbitro: | De Sanctis (Roma) |

|                              |           |  |
| Piccaluga 22’ De Manzano 47’ | Marcatori |  |

| Palermo 14 ottobre 1934 3ª giornata | Palermo | 2 – 2 referto | Livorno | Stadio del Littorio |

| Firenze 21 ottobre 1934 4ª giornata | Fiorentina | 2 – 0 referto | Palermo |  |

| Trieste 4 novembre 1934 5ª giornata | Triestina | 1 – 1 referto | Palermo |  |

| Palermo 18 novembre 1934 6ª giornata | Palermo | 0 – 0 referto | Brescia |  |

| Palermo 25 novembre 1934 7ª giornata | Palermo | 0 – 1 referto | Bologna |  |

| Napoli 2 dicembre 1934 8ª giornata | Napoli | 6 – 0 referto | Palermo |  |

| Alessandria 16 dicembre 1934 9ª giornata | Alessandria | 4 – 2 referto | Palermo |  |

| Palermo 23 dicembre 1934 10ª giornata | Palermo | 1 – 0 referto | Sampierdarenese |  |

| Palermo 6 gennaio 1935 11ª giornata | Palermo | 0 – 0 referto | Juventus |  |

| Torino 13 gennaio 1935 12ª giornata | Torino | 0 – 0 referto | Palermo |  |

| Palermo 20 gennaio 1935 13ª giornata | Palermo | 1 – 0 referto | Roma |  |

| Roma 27 gennaio 1935 14ª giornata | Lazio | 1 – 0 referto | Palermo |  |

| Palermo 3 febbraio 1935 15ª giornata | Palermo | 1 – 0 referto | Milan |  |

#### Girone di ritorno
| Palermo 10 febbraio 1935 16ª giornata | Palermo | 1 – 1 referto | Ambrosiana-Inter |  |

| Vercelli 24 febbraio 1935 17ª giornata | Pro Vercelli | 0 – 0 referto | Palermo |  |

| Livorno 3 marzo 1935 18ª giornata | Livorno | 0 – 3 referto | Palermo |  |

| Palermo 10 marzo 1935 19ª giornata | Palermo | 0 – 0 referto | Fiorentina |  |

| Palermo 17 marzo 1935 20ª giornata | Palermo | 2 – 0 referto | Triestina |  |

| Brescia 31 marzo 1935 21ª giornata | Brescia | 2 – 2 referto | Palermo |  |

| Bologna 7 aprile 1935 22ª giornata | Bologna | 0 – 0 referto | Palermo |  |

| Palermo 14 aprile 1935 23ª giornata | Palermo | 2 – 0 referto | Napoli |  |

| Palermo 21 aprile 1935 24ª giornata | Palermo | 2 – 0 referto | Alessandria |  |

| Genova 28 aprile 1935 25ª giornata | Sampierdarenese | 1 – 0 referto | Palermo |  |

| Torino 5 maggio 1935 26ª giornata | Juventus | 2 – 1 referto | Palermo |  |

| Palermo 12 maggio 1935 27ª giornata | Palermo | 0 – 0 referto | Torino |  |

| Roma 19 maggio 1935 28ª giornata | Roma | 5 – 1 referto | Palermo |  |

| Palermo 26 maggio 1935 29ª giornata | Palermo | 2 – 1 referto | Lazio |  |

| Milano 2 giugno 1935 30ª giornata | Milan | 2 – 1 referto | Palermo |  |

## Statistiche

### Statistiche di squadra
| Competizione | Punti | In casa | In casa | In casa | In casa | In casa | In casa | In trasferta | In trasferta | In trasferta | In trasferta | In trasferta | In trasferta | Totale | Totale | Totale | Totale | Totale | Totale | DR |
| Competizione | Punti | G       | V       | N       | P       | Gf      | Gs      | G            | V            | N            | P            | Gf           | Gs           | G      | V      | N      | P      | Gf     | Gs     | DR |
| ------------ | ----- | ------- | ------- | ------- | ------- | ------- | ------- | ------------ | ------------ | ------------ | ------------ | ------------ | ------------ | ------ | ------ | ------ | ------ | ------ | ------ | -- |
| Serie A      | 29    | 15      | 8       | 6       | 1       | 16      | 5       | 15           | 1            | 5            | 9            | 11           | 29           | 30     | 9      | 11     | 10     | 27     | 34     | -7 |

### Statistiche dei giocatori
| Giocatore     | Serie A  | Serie A |
| Giocatore     | Presenze | Reti    |
| ------------- | -------- | ------- |
| G. Archesso   | 3        | -9      |
| M. Autelli    | 12       | 1       |
| P. Bazan      | 2        | 0       |
| A. Blasevich  | 28       | 2       |
| A. Bonesini   | 26       | 4       |
| A. Borel      | 4        | 0       |
| A. Capitanio  | 13       | 0       |
| B. Castellani | 26       | 5       |
| R. De Manzano | 26       | 4       |
| F. De Rosalia | 5        | 0       |
| M. Faotto     | 29       | 0       |
| M. Gruden     | 27       | 0       |
| A. Lo Prete   | 2        | 0       |
| G. Moncada    | 1        | 0       |
| E. Orzan      | 1        | 0       |
| C. Palumbo    | 19       | 5       |
| V. Pepoli     | 2        | 1       |
| A. Piccaluga  | 23       | 5       |
| V. Provera    | 27       | -25     |
| C. Radice     | 1        | 0       |
| G. Santillo   | 24       | 0       |
| G. Tinaglia   | 1        | 0       |
| L. Ziroli     | 28       | 0       |